# Serie telescópica
En matemáticas, una serie telescópica es aquella serie cuyas sumas parciales poseen un número fijo de términos tras su cancelación.
{\displaystyle (a_{2}-a_{1})+(a_{3}-a_{2})+(a_{4}-a_{3})+\ldots +(a_{n}-a_{n-1})=a_{n}-a_{1}\,}
Un ejemplo típico de serie telescópica es la serie de Mengoli, que se define 
{\displaystyle \sum _{n=1}^{\infty }{\frac {1}{n(n+1)}}}
y puede calcularse según
{\displaystyle {\begin{aligned}\sum _{n=1}^{\infty }{\frac {1}{n(n+1)}}&{}=\sum _{n=1}^{\infty }\left({\frac {1}{n}}-{\frac {1}{n+1}}\right)\\{}&{}=\lim _{N\to \infty }\sum _{n=1}^{N}\left({\frac {1}{n}}-{\frac {1}{n+1}}\right)\\{}&{}=\lim _{N\to \infty }\left\lbrack {\left(1-{\frac {1}{2}}\right)+\left({\frac {1}{2}}-{\frac {1}{3}}\right)+\cdots +\left({\frac {1}{N}}-{\frac {1}{N+1}}\right)}\right\rbrack \\{}&{}=\lim _{N\to \infty }\left\lbrack {1+\left(-{\frac {1}{2}}+{\frac {1}{2}}\right)+\left(-{\frac {1}{3}}+{\frac {1}{3}}\right)+\cdots +\left(-{\frac {1}{N}}+{\frac {1}{N}}\right)-{\frac {1}{N+1}}}\right\rbrack \\{}&{}=\lim _{N\to \infty }\left\lbrack {1-{\frac {1}{N+1}}}\right\rbrack =1.\end{aligned}}}

## En general
Sea {\displaystyle a_{n}} una secuencia de números. Entonces, 
{\displaystyle \sum _{n=1}^{N}\left(a_{n}-a_{n+1}\right)=a_{1}-a_{N+1},}
y, si {\displaystyle a_{N+1}\rightarrow 0},
{\displaystyle \sum _{n=1}^{\infty }\left(a_{n}-a_{n+1}\right)=a_{1}.}

## Excepciones
Aunque las series telescópicas pueden resultar una técnica útil, hay algunos inconvenientes con los que cabe contar. El procedimiento
{\displaystyle 0=\sum _{n=1}^{\infty }0=\sum _{n=1}^{\infty }(1-1)=\sum _{n=1}^{\infty }1-\sum _{n=1}^{\infty }1=0\,}
no es correcto porque esta forma de reagrupar los términos solo es válida si los términos por separado convergen a 0. El modo de evitar este error es, en primer lugar, encontrar la suma de los N primeros términos y, en segundo lugar, aplicar el límite con N aproximándose al infinito.
{\displaystyle {\begin{aligned}\sum _{n=1}^{N}{\frac {1}{n(n+1)}}&{}=\sum _{n=1}^{N}\left({\frac {1}{n}}-{\frac {1}{n+1}}\right)\\&{}=\left(1-{\frac {1}{2}}\right)+\left({\frac {1}{2}}-{\frac {1}{3}}\right)+\cdots +\left({\frac {1}{N}}-{\frac {1}{N+1}}\right)\\&{}=1+\left(-{\frac {1}{2}}+{\frac {1}{2}}\right)+\left(-{\frac {1}{3}}+{\frac {1}{3}}\right)+\cdots +\left(-{\frac {1}{N}}+{\frac {1}{N}}\right)-{\frac {1}{N+1}}\\&{}=1-{\frac {1}{N+1}}\to 1\ \mathrm {cuando} \ N\to \infty .\end{aligned}}}

## Ejemplos
- Muchas funciones trigonométricas pueden representarse como una diferencia, lo que permite la cancelación entre términos consecutivos en la serie telescópica.

{\displaystyle {\begin{aligned}\sum _{n=1}^{N}\operatorname {sen} \left(n\right)&{}=\sum _{n=1}^{N}{\frac {1}{2}}\csc \left({\frac {1}{2}}\right)\left(2\operatorname {sen} \left({\frac {1}{2}}\right)\operatorname {sen} \left(n\right)\right)\\&{}={\frac {1}{2}}\csc \left({\frac {1}{2}}\right)\sum _{n=1}^{N}\left(\cos \left({\frac {2n-1}{2}}\right)-\cos \left({\frac {2n+1}{2}}\right)\right)\\&{}={\frac {1}{2}}\csc \left({\frac {1}{2}}\right)\left(\cos \left({\frac {1}{2}}\right)-\cos \left({\frac {2N+1}{2}}\right)\right).\end{aligned}}}
- Algunas sumas de la forma

{\displaystyle \sum _{n=1}^{N}{f(n) \over g(n)},}
donde f y g son funciones polinómicas cuyo cociente puede separarse en fracciones parciales, no admiten sumar por este método. En particular, se tiene
{\displaystyle {\begin{aligned}\sum _{n=0}^{\infty }{\frac {2n+3}{(n+1)(n+2)}}&{}=\sum _{n=0}^{\infty }\left({\frac {1}{n+1}}+{\frac {1}{n+2}}\right)\\&{}=\left({\frac {1}{1}}+{\frac {1}{2}}\right)+\left({\frac {1}{2}}+{\frac {1}{3}}\right)+\left({\frac {1}{3}}+{\frac {1}{4}}\right)+\cdots \\&{}\cdots +\left({\frac {1}{n-1}}+{\frac {1}{n}}\right)+\left({\frac {1}{n}}+{\frac {1}{n+1}}\right)+\left({\frac {1}{n+1}}+{\frac {1}{n+2}}\right)+\cdots \\&{}=\infty .\end{aligned}}}
El problema está en que los términos no se cancelan.
- Sea k un entero positivo. Entonces,

{\displaystyle \sum _{n=1}^{\infty }{\frac {1}{n(n+k)}}={\frac {H_{k}}{k}},}
donde Hk es el k-ésimo número armónico. Todos los términos después de 1/(k − 1) se cancelan.